# 2021 w nauce

## Astronomia
- 18 lutego – lądowanie łazika Perseverance na Marsie, w kraterze Jezero[1]
- 25 grudnia – wystrzelono w kosmos Teleskop Jamesa Webba[2]
- Nick Scoville – nagroda Henry Norris Russell Lectureship przyznawana przez American Astronomical Society[3]
- Robert Lupton, David Weinberg – nagroda Dannie Heineman Prize for Astrophysics przyznawana przez American Astronomical Society[4]

## Fizyka
- 14 kwietnia – po analizie badań z Wielkiego Zderzacza Hadronów oraz Tevatronu potwierdzono istnienie odderonu[5]

## Medycyna
- 6 października – pierwsza szczepionka przeciwko malarii została zatwierdzona przez WHO[6]

## Nagrody

### Nagrody Nobla
- Fizyka – Syukuro Manabe, Klaus Hasselmann, Giorgio Parisi[7]
- Chemia – Benjamin List, David MacMillan[8]
- Medycyna – David Julius, Ardem Patapoutian[9]

### Nagroda Abela
- László Lovász, Awi Wigderson[10]